# Palicourea tinifolia
Palicourea tinifolia là một loài thực vật có hoa trong họ Thiến thảo. Loài này được (Humb. & Bonpl. ex Schult.) DC. mô tả khoa học đầu tiên năm 1830.